# Roza Lallemand
Roza Lallemand (Noord-Korea, 8 augustus 1961 – Frankrijk, 25 augustus 2008) was een Franse schaakster met een FIDE-rating van 2279 in 2005. Zij was een damesgrootmeester (WGM).
Haar geboortenaam was Roza Te. Ze ging toen ze 11 jaar oud was naar Moskou om daar haar opleiding te volgen. Na de val van het communisme ging ze meer in West-Europa spelen. Ze trouwde in Frankrijk met Daniel Lallemand en kreeg in 1997 de Franse nationaliteit.
In 2001 was ze lid van het Franse team in het Europees schaakkampioenschap voor landenteams bij de vrouwen, dat kampioen werd. Het kampioenschap werd in León gehouden.
Ze is overleden aan een hartinfarct. De Franse Schaakfederatie noemde het Franse kampioenschap snelschaken naar haar.

## Externe koppelingen
- (en)   Informatie over schaakpartijen van Roza Lallemand op ChessGames.com
- (en)   Informatie over schaakpartijen van Roza Lallemand op 365chess.com